# Sân vận động Thể thao (Quần đảo Marshall)
Sân vận động Thể thao (tiếng Anh: Sports Stadium) là một sân vận động trong nhà nằm ở Majuro, Quần đảo Marshall. Sân vận động có sức chứa khoảng 2.000 người. Sân còn được gọi là ECC (Trung tâm Văn hóa Giáo dục). Sân được sử dụng chủ yếu cho các trận đấu bóng rổ và bóng chuyền, và thỉnh thoảng cho các trận đấu bóng đá.